# Jeu-Maloches

Jeu-Maloches este o comună în departamentul Indre, Franța. În 1 ianuarie 2022 avea o populație de 119 de locuitori.